# ميغيل أنخيل ديلغادو
ميغيل أنخيل ديلغادو (بالإسبانية: El Cobarde)‏ هو مصارع هاوي مكسيكي، ولد في 28 أغسطس 1947 في سيوداد خواريز في المكسيك، وتوفي في 7 فبراير 1983.

## روابط خارجية
- ميغيل أنخيل ديلغادو على موقع CageMatch worker (الإنجليزية)
- ميغيل أنخيل ديلغادو على موقع قاعدة بيانات المصارعة على الإنترنت (الإنجليزية)